# Erik Schoefs
Erik Schoefs (ur. 4 stycznia 1967 w Tongeren) – belgijski kolarz torowy, brązowy medalista mistrzostw świata.

## Kariera
W 1988 roku Erik Schoefs wystartował na igrzyskach olimpijskich w Seulu, gdzie zajął szóste miejsce w sprincie indywidualnym. Największy sukces w swojej karierze osiągnął cztery lata później, podczas mistrzostw świata w Walencji, na których zdobył brązowy medal w tej samej konkurencji. W wyścigu tym wyprzedzili go jedynie Niemiec Michael Hübner oraz Francuz Frédéric Magné. W 1992 roku brał również udział w igrzyskach olimpijskich w Barcelonie, jednak odpadł już w eliminacjach sprintu indywidualnego. Począwszy od 1993 roku trzy razy z rzędu zdobywał mistrzostwo Belgii w sprincie indywidualnym.